# Leopoldo Sánchez Díaz

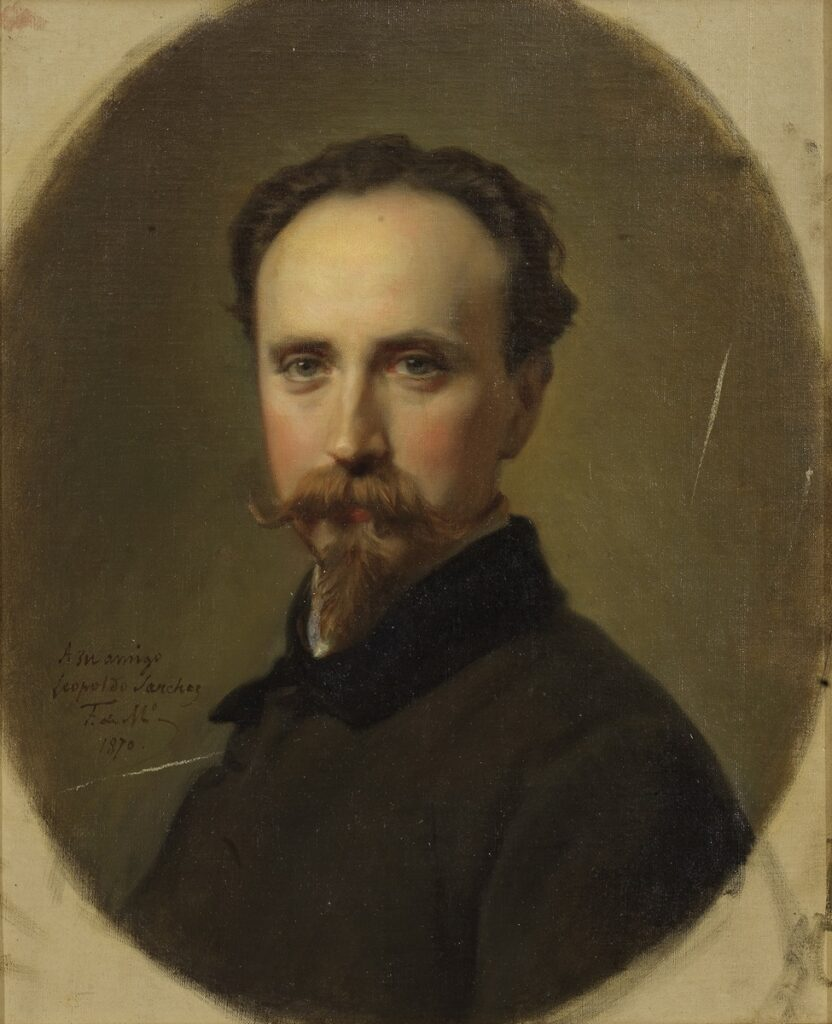
Federico de Madrazo: Retrato del pintor Leopoldo Sánchez, 1870. Óleo sobre lienzo, 73 x 64 cm

Leopoldo Sánchez Díaz (Villafranca del Bierzo, 1830-La Coruña, 1901)  fue un pintor español.

## Biografía

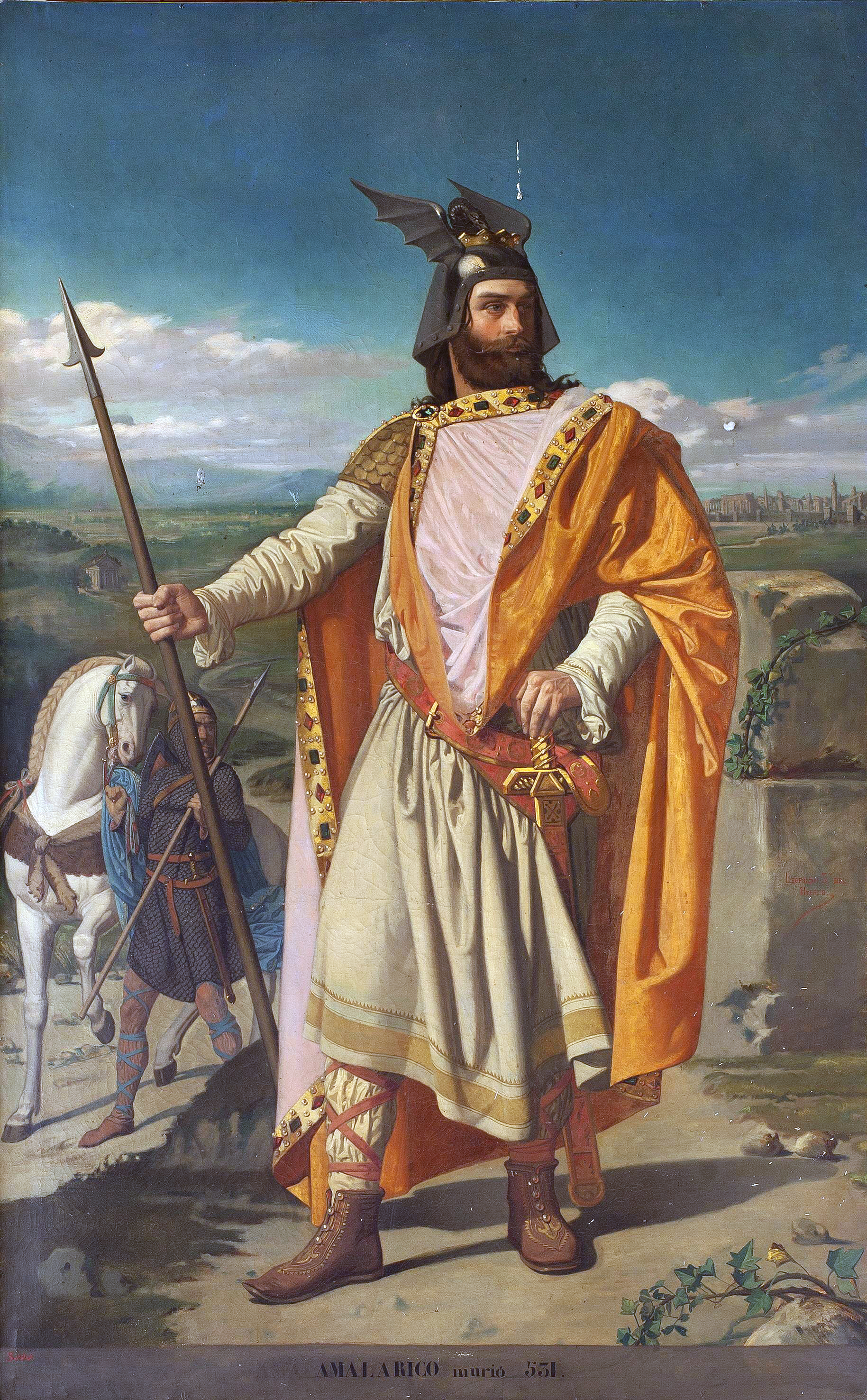
Retrato de Amalarico, (h.1855), óleo sobre lienzo 222 x 140 cm, en el Museo del Prado

Nació en 1830 en la localidad leonesa de Villafranca del Bierzo. Estudió en Madrid, en la Real Academia de Bellas Artes de San Fernando, bajo la dirección de José y Federico de Madrazo. En la Exposición Nacional de Bellas Artes de 1856 obtuvo mención honorífica por los dos retratos que presentó. En la de 1866 expuso otras dos obras de este mismo género y un asunto del Gil Blas de Santillana, y fue premiado con medalla de tercera clase.
Fue autor del retrato de Amalarico, existente en la serie cronológica de los reyes de España formada en el Museo del Prado, y de la alegoría del interior del monumento levantado en el cementerio de San Nicolás en Madrid, a Agustín Argüelles, José María Calatrava y Juan Álvarez Mendizábal, que representa La autoridad jurando la ley sobre el libro del Evangelio. También propiedad del Museo del Prado es un retrato ovalado de Isabel II, depositado en el Museo de Pontevedra. Fue profesor de la Escuela de Bellas Artes de Cádiz en 1867-68, pasando el curso siguiente a la Academia provincial de La Coruña, en la que en 1872 obtuvo la cátedra de Dibujo de adorno. Falleció en 1901 en La Coruña.
La Real Academia de Bellas Artes de San Fernando conserva el conjunto más numeroso de sus obras, ingresadas en la institución en 1983 con el Legado Sánchez del Bierzo, entre las que destacan por su número los retratos, entre ellos los de Alfonso XII y la reina María Cristina de Habsburgo, junto con motivos costumbristas, copias de su maestro y amigo Federico de Madrazo y desnudos femeninos. Su firma como dibujante figura igualmente, según Ossorio y Bernard, al pie de algunas láminas del Álbum artístico de Toledo y de la colección de Cuadros selectos de la Real Academia de Bellas Artes de San Fernando.